# Odolanów
Odolanów is een stad in het Poolse woiwodschap Groot-Polen, gelegen in de powiat Ostrowski. De oppervlakte bedraagt 4,76 km², het inwonertal 4924 (2005).

## Verkeer en vervoer
- Station Odolanów